# Alloplitis
Alloplitis – rodzaj błonkówek z rodziny męczelkowatych.

## Zasięg występowania
Alloplitis congensis występuje w zach. Afryce, zaś pozostałe gatunki w krainie orientalnej.

## Systematyka
Do rodzaju zaliczanych jest 8 gatunków:
- Alloplitis albiventris Long & van Achterberg, 2008
- Alloplitis completus Mason, 1981
- Alloplitis congensis (de Saeger, 1944)
- Alloplitis detractus (Walker, 1860)
- Alloplitis guapo Nixon, 1965
- Alloplitis laevigaster Long & van Achterberg, 2008
- Alloplitis typhon Nixon, 1965
- Alloplitis vietnamicus Long & van Achterberg, 2008